# Нейроендокринна пухлина
Нейроендокринні пухлини (англ. neuroendocrine tumors, NET) — це новоутворення, що виникають з клітин ендокринної та нервової систем. Багато з них є доброякісними, але також можуть виникати і злоякісні пухлини. Нейроендокринні пухлини переважно діагностуються в кишечнику та класифікуються в цьому випадку як карциноїдні пухлини, але можуть також виникати в легенях, щитоподібній залозі, наднирниках тощо.
Незважаючи, що різні органи можуть бути ураженими, дані пухлини відносять до однієї групи, враховуючи спільні риси клітинного атипизму та властивість продукувати біогенні аміни та поліпептидні гормони.